# Ken Garland
Pour les articles homonymes, voir Garland.
Ken Garland est un designer britannique.

## Biographie
Ken Garland étudie le design graphique à la Central School of Arts and Crafts (aujourd’hui appelée « Central Saint Martins College of Art and Design »), à Londres, dans les années 1950.
Il est directeur artistique du magazine Design entre 1956 et 1962. Il quitte le magazine pour créer son propre studio de design graphique, Ken Garland and Associates.

## Publications
- First things first: a manifesto, 1964
- Mr. Beck's Underground Map, 1994